# Aphaenogaster ribbeckei
Aphaenogaster ribbeckei (лат.) — ископаемый вид муравьёв рода Aphaenogaster из подсемейства Myrmicinae (Formicidae). Балтийский янтарь (Польша), средний эоцен, возраст находки 43—47 млн лет. Один из древнейших видов рода Aphaenogaster.

## Описание
Мелкие муравьи с мономорфными рабочими. Длина тела 5,2 мм, длина головы 1,1 мм, ширина головы 0,82 мм, длина скапуса 1,08 мм. Мандибулы вытянутые, треугольной формы. Скапус усика длинный, выступает за затылочный край головы примерно на одну четверть своей длины. Булава усика 4-члениковая. Стебелёк между грудью и брюшком состоит из двух члеников: петиолюса и постпетиолюса (последний четко отделен от брюшка). A. ribbeckei хорошо отличается от других ранее описанных видов Aphaenogaster из позднеэоценовых европейских янтарей прежде всего гораздо более стройной мезосомой и узким стебельком (длина петиоля равна половине длины головы). По форме промезонотума A. ribbeckei напоминает A. sommerfeldti, но отличается по этому признаку от других янтарных видов. Кроме того, он отличается от A. oligocenica более длинными и заостренными проподеальными шипами, а от A. antiqua — более длинными скапусом и сегментами жгутика усика.

## Таксономия и этимология
Вид был впервые описан в 2024 году украинским мирмекологом Александром Радченко (Институт зоологии НАНУ, Киев, Украина) вместе с Aphaenogaster groehni. Видовое название A. ribbeckei дано в честь Ганса-Вернера Риббеке (Hans-Werner Ribbecke, Германия), который предоставил для исследования кусок янтаря с голотипом этого вида.